# بايرن ألتسناو
نادي بايرن ألتسناو 1920 لكرة القدم (بالألمانية: Fußball-Club Bayern Alzenau/Ufr. 1920 e.V.) أو اختصاراً بايرن ألتسناو هو نادِ كرة قدم ألماني من بلدة ألتسناو بولاية بافاريا. تأسس عام 1920 وينافس حالياً في دوري هسن.

## روابط خارجية
- الموقع الرسمي